# Cleve Moler

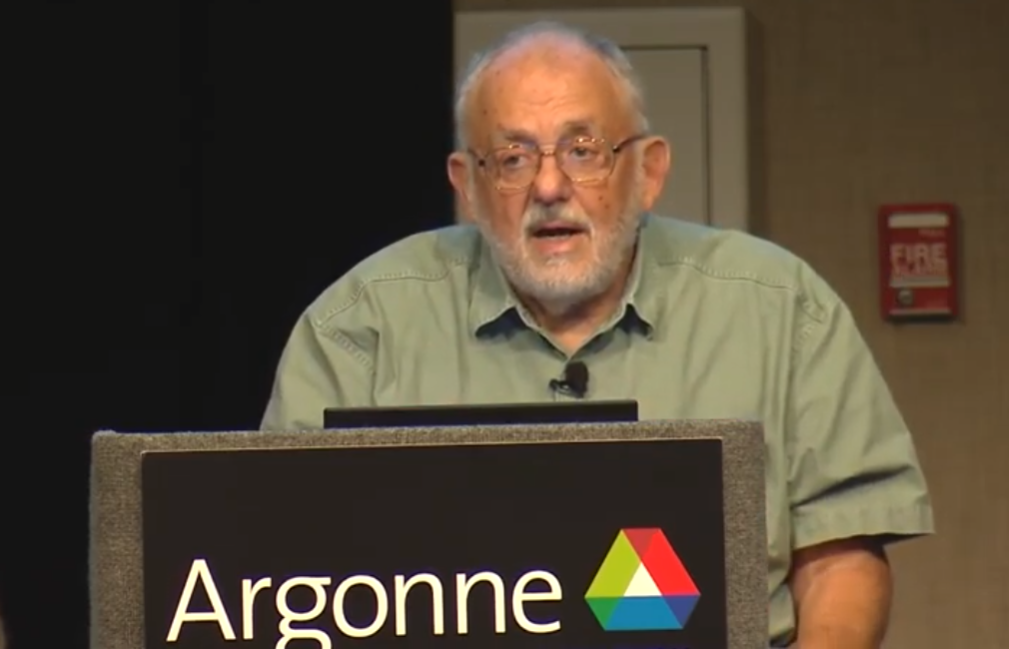
Cleve Moler, 2022

Cleve Barry Moler (* 17. August 1939 in Salt Lake City, Utah) ist ein US-amerikanischer Mathematiker und Informatiker, der sich mit numerischer linearer Algebra beschäftigt. Er war an der Entwicklung von LINPACK und EISPACK beteiligt und ist der Entwickler von MATLAB.
Cleve Moler studierte am Caltech (Bachelor 1961) und wurde 1965 an der Stanford University bei George E. Forsythe promoviert (Finite Difference Methods for the Eigenvalues of Laplace's Operator). Danach war er in Stanford Instructor für Informatik und 1965/66 als Post-Doktorand an der ETH Zürich. 1966 wurde er Assistant Professor und dann Associate Professor an der University of Michigan, war 1970/71 Visiting Associate Professor an der Stanford University und ab 1972 Associate Professor sowie ab 1974 Professor der University of New Mexico. 1980 bis 1984 stand er dort der Fakultät für Informatik vor.
Moler war Ko-Autor der in den 1970er Jahren am Argonne National Laboratory entwickelten Fortran-Programmbibliotheken zur numerischen linearen Algebra EISPACK und LINPACK.  Um diese seinen Studenten an der University of Mexico leichter zugänglich zu machen (ohne Verwendung von Fortran), entwickelte er MATLAB. 1984 gründete er mit Jack Little und Steve Bangert MathWorks zur Vermarktung von MATLAB. Seit 1996 ist er Chef Wissenschaftler und Chairman von Mathworks in Natick (Massachusetts). Davor war er 1984 bis 1996 Manager bei Intel Scientific Computing. Er arbeitete auch für die Ardent Computer Corporation. Zu seinen Doktoranden zählen Jack Dongarra und Charles Van Loan.
Moler ist Fellow der Association for Computing Machinery, Mitglied der National Academy of Engineering (1997) und war Vizepräsident und 2007 bis 2009 Präsident der SIAM. Er ist Ehrendoktor der Universität Linköping, der University of Waterloo (2001) und der Technischen Universität Dänemarks (2004). Für 2014 wurde ihm die John-von-Neumann-Medaille zugesprochen. 2010 erhielt er den Hans-Schneider-Preis, 2017 wurde er Fellow des Computer History Museum. 2011 erhielt er den Sidney Fernbach Award.

## Schriften
- mit George E. Forsythe, Michael A. Malcolm Computer methods for mathematical computations, Prentice-Hall Series in Automatic Computation, Prentice-Hall, Englewood Cliffs, N.J., 1977
- Numerical computing with MATLAB, SIAM 2004